# Eublemma minutata
Eublemma minutata là một loài bướm đêm trong họ Erebidae.

## Hình ảnh

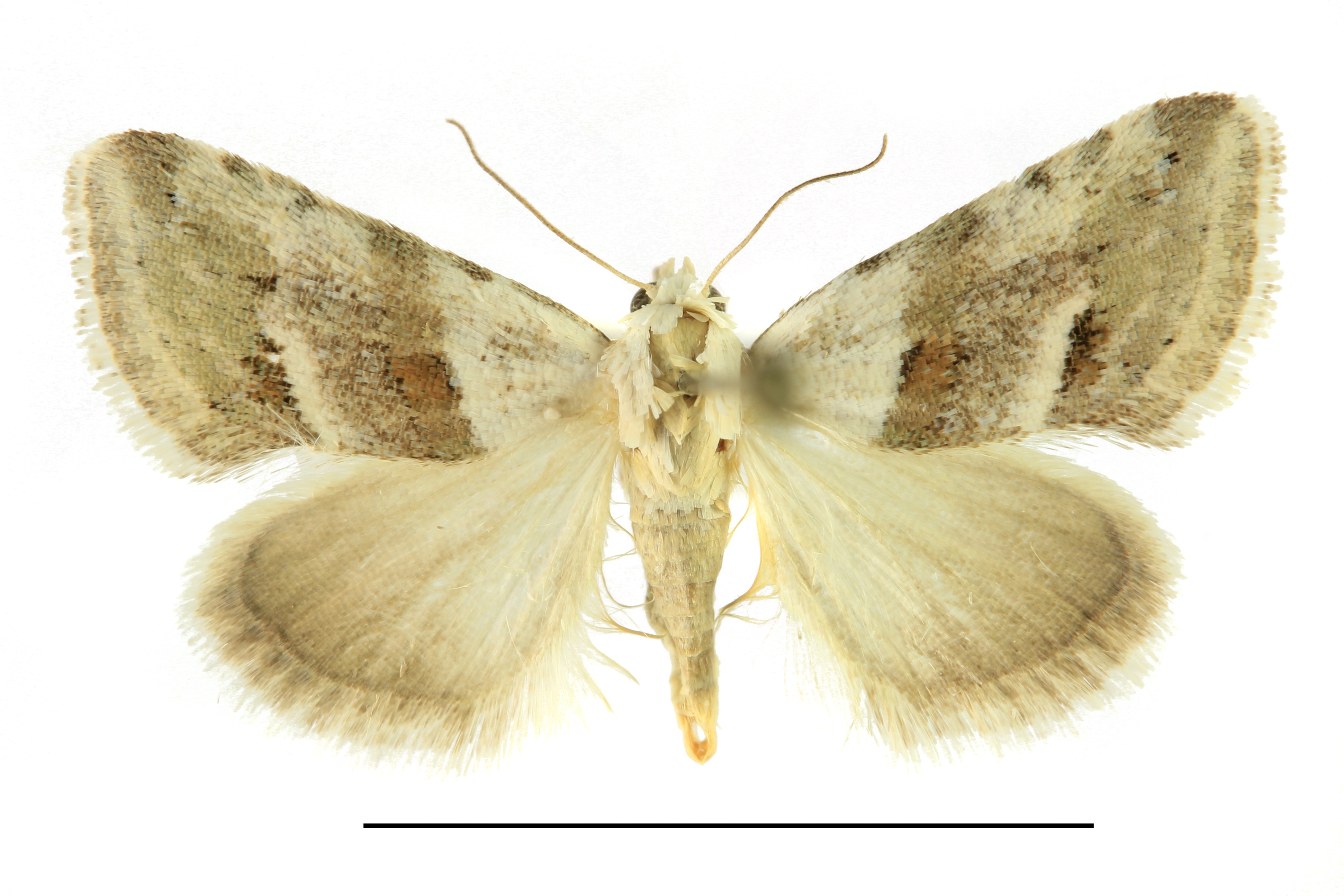
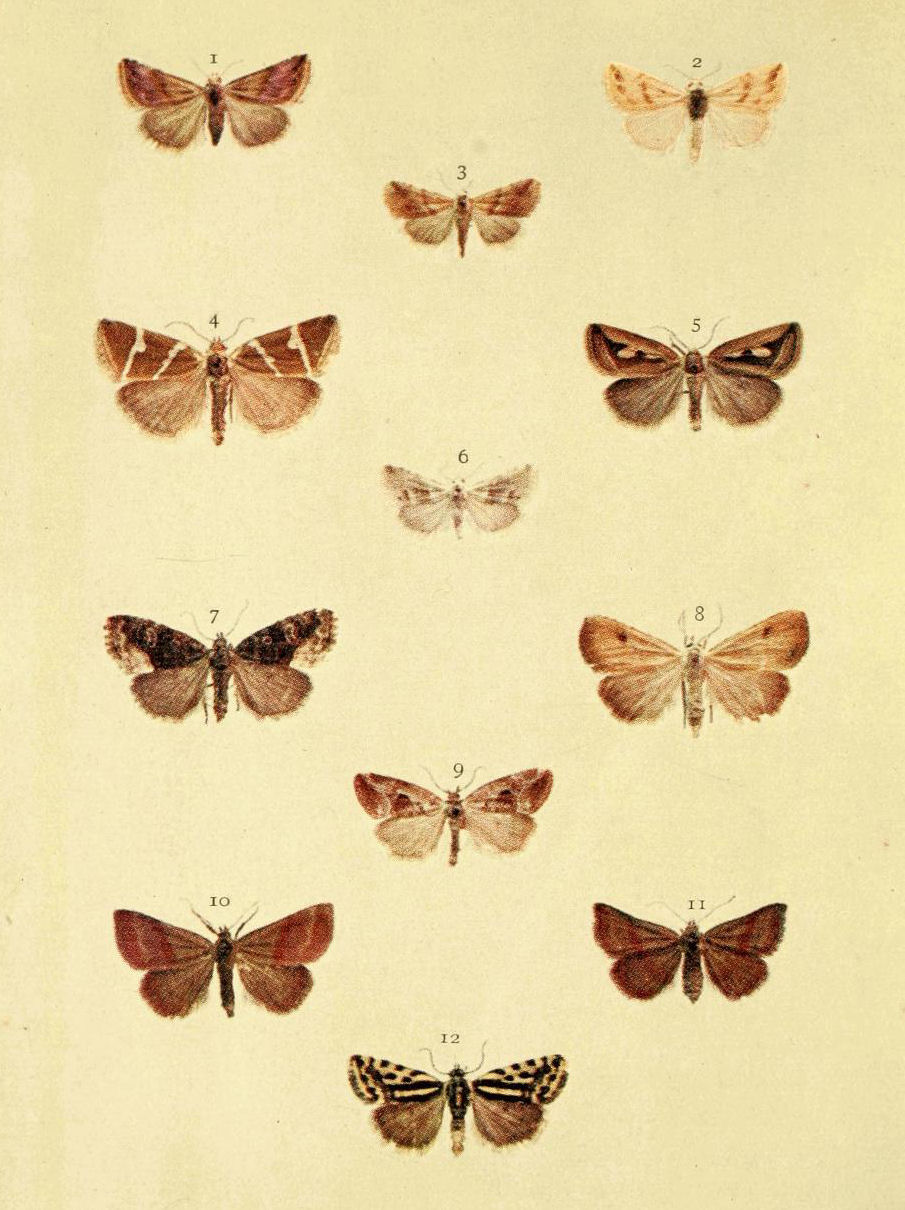